# Сендай

38°16′06″ пн. ш. 140°52′10″ сх. д. / 38.26833° пн. ш. 140.86944° сх. д.
Сенда́й (яп. 仙台市, せんだいし, МФА: [sendai̯ ɕi̥]) — місто в Японії, адміністративний центр префектури Міяґі. Було засновано у 1600 році даймьо Дате Масамуне.

## Короткі відомості
Розташоване в центральній частині префектури, на берегах річки Хіросе. Адміністративний центр префектури. Місто державного значення. Найбільший населений пункт регіону Тохоку. Виник на базі середньовічної столиці Сендай-хану, автономного уділу самурайського роду Дате. Провідний політичний, економічний і культурний центр Північно-Східної Японії. Місце знаходження Тохокуського університету та руїн Сендайського замку. Міське святкування Танабати є одним з трьох найбільших свят регіону Тохоку. Станом на 1 жовтня 2008 площа міста становила 783,54 км². Станом на 1 січня 2009 населення міста становило 1 032 005 осіб.

## Географія
Місто простирається від Тихого океану до гір Оу, які є західними та східними кордонами префектури Міягі. Як результат, географія міста доволі різноманітна. Східний Сендай рівнинний, центр міста пагористий, а західна частина гориста. Найвища точка міста — вулкан Фунагата, має висоту 1500 м над рівнем моря.

### Клімат
| Клімат м. Сендай                           | Клімат м. Сендай | Клімат м. Сендай | Клімат м. Сендай | Клімат м. Сендай | Клімат м. Сендай | Клімат м. Сендай | Клімат м. Сендай | Клімат м. Сендай | Клімат м. Сендай | Клімат м. Сендай | Клімат м. Сендай | Клімат м. Сендай | Клімат м. Сендай |
| Показник                                   | Січ.             | Лют.             | Бер.             | Квіт.            | Трав.            | Черв.            | Лип.             | Серп.            | Вер.             | Жовт.            | Лист.            | Груд.            | Рік              |
| Абсолютний максимум, °C                    | 17,9             | 20,9             | 24,2             | 28,4             | 33,2             | 34,4             | 36,6             | 37,2             | 26,0             | 29,9             | 24,4             | 21,8             | 37,2             |
| Середній максимум, °C                      | 5,3              | 5,9              | 9,2              | 15,0             | 19,4             | 22,3             | 25,7             | 27,9             | 24,4             | 19,4             | 13,7             | 8,4              | 16,4             |
| Середня температура, °C                    | 1,6              | 2,0              | 4,9              | 10,3             | 15,0             | 18,5             | 22,2             | 24,2             | 20,7             | 15,2             | 9,4              | 4,5              | 12,4             |
| Середній мінімум, °C                       | −1,7             | −1,5             | 0,9              | 6,1              | 11,1             | 15,5             | 19,5             | 21,4             | 17,6             | 11,2             | 5,2              | 0,9              | 8,9              |
| Абсолютний мінімум, °C                     | −11,7            | −11,5            | −8,9             | −5               | −0,3             | 5,4              | 9,0              | 12,9             | 5,6              | −0,1             | −5               | −10,8            | −11,7            |
| Середня кількість сонячних годин на місяць | 148,1            | 151,8            | 177,0            | 188,5            | 185,2            | 133,8            | 119,5            | 144,4            | 121,2            | 148,6            | 139,6            | 138,6            | 1796,1           |
| Норма опадів, мм                           | 37.0             | 38.4             | 68.2             | 97.6             | 109.9            | 145.6            | 179.4            | 166.9            | 187.5            | 122.0            | 65.1             | 36.6             | 1254.1           |
| Днів зі снігом                             | 20,8             | 17,7             | 11,3             | 1,5              | 0,1              | 0                | 0                | 0                | 0                | 0                | 2,5              | 12,7             | 66,5             |
| Вологість повітря, %                       | 66               | 64               | 62               | 64               | 71               | 80               | 83               | 81               | 78               | 72               | 68               | 66               | 71               |
| Середньомісячна швидкість вітру, м/с       | 3.7              | 3.8              | 3.9              | 3.7              | 3.2              | 2.8              | 2.6              | 2.7              | 2.9              | 3.2              | 3.4              | 3.5              | 3.3              |
| ------------------------------------------ | ---------------- | ---------------- | ---------------- | ---------------- | ---------------- | ---------------- | ---------------- | ---------------- | ---------------- | ---------------- | ---------------- | ---------------- | ---------------- |
| Джерело: Метеорологічне управління Японії  |                  |                  |                  |                  |                  |                  |                  |                  |                  |                  |                  |                  |                  |

## Історія
- 11 березня 2011 року тяжко постраждав під час великого тохокуського землетрусу.

## Адміністративний поділ
Сендай поділяється на 5 міських районів:
- Аоба
- Вакабаясі
- Ідзумі
- Міяґіно
- Тайхаку

## Освіта
- Тохокуський університет
- Міяґівський педагогічний університет

## Засоби масової інформації
- Головна телерадіомовна служба NHK в регіоні Тохоку.
- Дочірня компанія Інформаційного агентства Кьодо.

## Транспорт
- Аеропорт Сендай
- Сендайський метрополітен

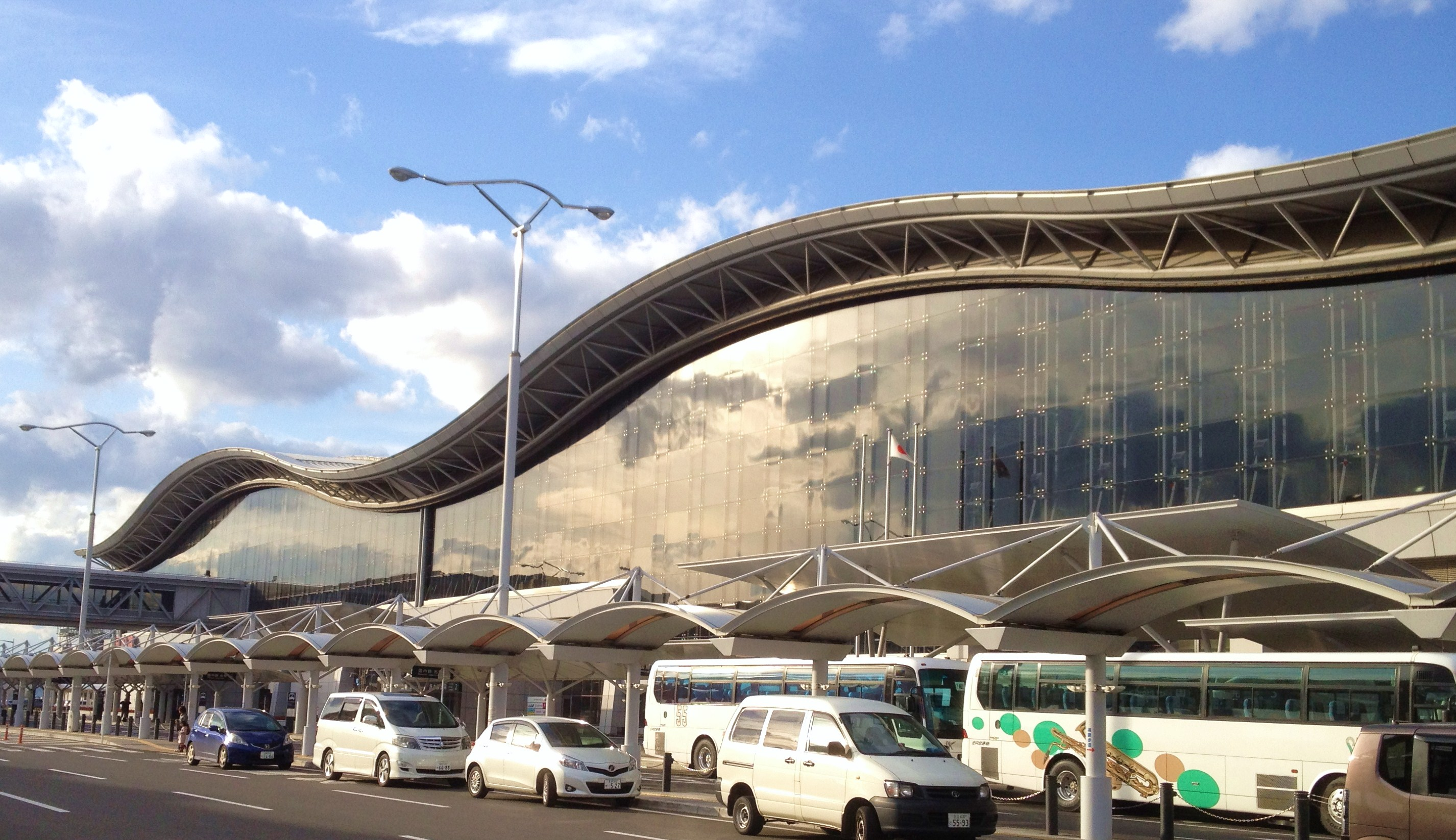
Аеропорт Сендай

Головним транспортним вузлом міста є залізнична станція Сендай, що обслуговується компанією JR East. Станція поєднує сім залізничних гілок JR East, станцію Тохоку-сінкансен, обидві гілки міського метро та залізничний експресс до аеропорту.

## Уродженці
- Харімото Томокадзу (* 2003) — японський настільний тенісист.
- Юдзуру Ханю (7 грудня 1994) - японський фігурист, дворазовий олімпійський чемпіон з одиночного фігурного катання.
- Аракі Хірохіко (7 червня 1960) - манґака, автор Неймовірних пригод ДжоДжо